# Kompleks łańcuchowy
Kompleks łańcuchowy – pojęcie występujące w matematyce w algebrze homologicznej i topologii algebraicznej.

## Definicja
Kompleksem łańcuchowym {\displaystyle (A_{\bullet },\partial _{\bullet })} nazywamy ciąg grup abelowych (lub ogólniej, modułów) {\displaystyle \dots ,A_{2},A_{1},A_{0},A_{-1},A_{-2},\dots } połączony morfizmami {\displaystyle \partial _{n}\colon A_{n}\to A_{n-1}} zwanymi operatorami brzegu, spełniającymi dla każdego n tożsamość {\displaystyle \partial _{n-1}\partial _{n}=0} (lub równoważnie {\displaystyle \mathrm {im} \partial _{n}\subset \ker \partial _{n-1}}).
Zapisuje się je zwykle jako:
{\displaystyle \ldots \to A_{n+1}\xrightarrow {\partial _{n+1}} A_{n}\xrightarrow {\partial _{n}} A_{n-1}\xrightarrow {\partial _{n-1}} A_{n-2}\to \ldots \xrightarrow {\partial _{2}} A_{1}\xrightarrow {\partial _{1}} A_{0}\xrightarrow {\partial _{0}} A_{-1}\xrightarrow {\partial _{-1}} A_{-2}\xrightarrow {\partial _{-2}} \ldots }
Gdy nie prowadzi to do nieporozumień, często opuszcza się indeksy i {\displaystyle \partial _{n}x} zapisuje się {\displaystyle \partial x.}

### Przykłady
- Dla rodziny kompleksów łańcuchowych {\displaystyle \{K^{\lambda }\}_{\lambda \in \Lambda }} ich sumą prostą {\displaystyle \bigoplus \limits _{\lambda \in \Lambda }K^{\lambda }} jest kompleks, w którym:

{\displaystyle {\big (}\bigoplus \limits _{\lambda \in \Lambda }K^{\lambda }{\big )}_{n}=\bigoplus \limits _{\lambda \in \Lambda }K_{n}^{\lambda },}
{\displaystyle \partial \{c^{\lambda }\}=\{\partial c^{\lambda }\}.}

## Homologie
Kompleksy łańcuchowe służą zwykle zdefiniowaniu homologii. Dla kompleksu {\displaystyle (A_{\bullet },\partial _{\bullet })} i każdego {\displaystyle n} określamy grupy
{\displaystyle Z_{n}(A)=\ker \partial _{n}\quad B_{n}(A)=\mathrm {im} \partial _{n+1},}
które nazywamy, odpowiednio, grupami n-wymiarowych cykli i brzegów kompleksu {\displaystyle (A_{\bullet },\partial _{\bullet }).} Z definicji kompleksu mamy {\displaystyle B_{n}(A)\subset Z_{n}(A),} dzięki czemu możemy określić n-tą grupę homologii kompleksu {\displaystyle (A_{\bullet },\partial _{\bullet })} jako:
{\displaystyle H_{n}(A)=Z_{n}(A)/B_{n}(A).}
Elementy tej grupy nazywamy n-wymiarowymi klasami homologicznymi. Klasy homologiczne to klasy równoważności cykli, przy czym dwa cykle {\displaystyle z_{n},z'_{n}\in Z_{n}(A)} są równoważne (inaczej homologiczne), jeśli ich różnica jest brzegiem {\displaystyle z_{n}-z'_{n}\in B_{n}(A).} Homologiczną klasę cyklu {\displaystyle z} oznaczamy przez {\displaystyle [z].}

## Przekształcenia łańcuchowe
Przekształceniem łańcuchowym {\displaystyle f_{\bullet }} między kompleksami {\displaystyle (A_{\bullet },\partial _{\bullet })} a {\displaystyle (B_{\bullet },\partial '_{\bullet })} nazywamy ciąg morfizmów {\displaystyle f_{n}\colon A_{n}\to B_{n}} komutujących z operatorami brzegu, tj. spełniających dla każdego {\displaystyle n} zależność
{\displaystyle \partial '_{n}f_{n}=f_{n-1}\partial _{n}.}
Z tej własności wynika, że przekształcenia łańcuchowe przeprowadzają cykle na cykle i brzegi na brzegi, zatem indukują homomorfizmy na poziomie grup homologii: {\displaystyle H_{n}f\colon H_{n}(A)\to H_{n}(B).}
Złożenie dwóch przekształceń łańcuchowych {\displaystyle f_{\bullet }\colon A_{\bullet }\to B_{\bullet }} i {\displaystyle g_{\bullet }\colon B_{\bullet }\to C_{\bullet }} zdefiniowane jako {\displaystyle (gf)_{n}=g_{n}f_{n}} jest również przekształceniem łańcuchowym {\displaystyle (gf)_{\bullet }\colon A_{\bullet }\to C_{\bullet }.} Dlatego kompleksy i odwzorowania łańcuchowe tworzą kategorię oznaczaną {\displaystyle \partial {\mathcal {AG}}}.
Homologie definiują funktor
{\displaystyle H\colon \partial {\mathcal {AG}}\to {\mathcal {AG}},}
bo {\displaystyle H_{n}(ff')=H_{n}(f)H_{n}(f')} i {\displaystyle H_{n}(id_{K})=id_{H_{n}K}.}
Gdy nie prowadzi to do nieporozumień, często opuszcza się indeksy i zamiast {\displaystyle f_{n}x} zapisuje się {\displaystyle fx,} a funktor {\displaystyle H_{n}f} – jako {\displaystyle f_{*}} (związki funktorialności zapisuje się wtedy w postaci {\displaystyle (ff')_{*}=f_{*}f'_{*}} i {\displaystyle id_{*}=id}).

### Przykłady
- Stożkiem przekształcenia łańcuchowego {\displaystyle f_{\bullet }\colon K_{\bullet }\to L_{\bullet }} nazywamy kompleks łańcuchowy {\displaystyle Cf_{\bullet },} w którym:

{\displaystyle (Cf)_{n}=L_{n}\oplus K_{n-1},}
{\displaystyle \partial ^{Cf}(y,x)=(\partial ^{L}y+fx,-\partial ^{K}x),} gdzie {\displaystyle (y,x)\in Cf.}
Konstrukcji tej odpowiada następująca konstrukcja geometryczna:
w iloczynie wielościanu {\displaystyle K} przez odcinek jednostkowy {\displaystyle K\times I,} gdzie {\displaystyle I=\langle 0;1\rangle } ściągamy do punktu podstawę iloczynu {\displaystyle K\times \{0\},} a drugą podstawę {\displaystyle K\times \{1\}} doklejamy do wielościanu {\displaystyle L} za pomocą przekształcenia {\displaystyle f\colon K\to L,} co sprowadza się do podzielenia sumy rozłącznej wielościanów {\displaystyle (X\times I)\sqcup Y} przez relacje {\displaystyle (x,0)\sim (x',0)} i {\displaystyle (x,1)\sim f(x)} dla dowolnych {\displaystyle x,x'\in X.}
- Stożek przekształcenia łańcuchowego identycznościowego {\displaystyle id_{\bullet }\colon K_{\bullet }\to K_{\bullet }} nazywa się stożkiem nad kompleksem {\displaystyle K_{\bullet }} i oznacza się go {\displaystyle CK_{\bullet }.}

Zawieszenie okręgu (niebieski). Ściagnięte do punktu podstawy iloczynu są zielone.

- Jeśli {\displaystyle L_{\bullet }=0,} to kompleks {\displaystyle Cf_{\bullet }} jest nazywany zawieszeniem i oznaczany przez {\displaystyle K_{\bullet }^{+}.} W kompleksie tym:

{\displaystyle (K^{+})_{n}=K_{n-1},}
{\displaystyle \partial ^{K^{+}}=-\partial ^{K}.}
Geometrycznie zawieszenie jest wielościanem, który można uzyskać z iloczynu {\displaystyle K\times I} poprzez ściągnięcie do punktu każdej z podstaw: {\displaystyle (x,0)\sim (x',0)} i {\displaystyle (x,1)\sim (x',1)} dla dowolnych {\displaystyle x,x'\in X}.

## Homotopie łańcuchowe
Mając dane dwa przekształcenia łańcuchowe {\displaystyle f=(f_{n})_{n\in \mathbb {N} },g=(g_{n})_{n\in \mathbb {N} }} między kompleksami {\displaystyle (A_{\bullet },\partial _{\bullet })} a {\displaystyle (B_{\bullet },\partial '_{\bullet }),} powiemy, że ciąg morfizmów {\displaystyle P_{n}\colon A_{n}\to B_{n+1}} jest homotopią łańcuchową między {\displaystyle f} i {\displaystyle g,} jeżeli spełniona jest zależność
{\displaystyle \partial '_{n+1}P_{n}+P_{n-1}\partial _{n}=f_{n}-g_{n}.}
Homotopijne łańcuchowo przekształcenia łańcuchowe indukują ten sam morfizm na homologiach – istotnie, jeżeli {\displaystyle \alpha \in A_{n}} jest cyklem, to mamy:
{\displaystyle f_{n}(\alpha )-g_{n}(\alpha )=\partial '_{n+1}P_{n}(\alpha )+P_{n-1}\partial _{n}(\alpha )=\partial '_{n+1}P_{n}(\alpha ),}
gdyż {\displaystyle P_{n-1}\partial _{n}(\alpha )=P_{n-1}(0)=0,} bo {\displaystyle \alpha } jest cyklem. Stąd {\displaystyle f_{n}(\alpha )-g_{n}(\alpha )} jest brzegiem, zatem po przejściu do grup homologii ta różnica jest zerem.

## Ciągi dokładne kompleksów łańcuchowych
Krótkim ciągiem dokładnym kompleksów łańcuchowych {\displaystyle A_{\bullet },B_{\bullet },C_{\bullet }} nazwiemy przekształcenia łańcuchowe {\displaystyle f_{\bullet }=(f_{n})_{n\in \mathbb {N} },g_{\bullet }=(g_{n})_{n\in \mathbb {N} },} takie, że dla każdego {\displaystyle n,} następujący ciąg jest dokładny:
{\displaystyle 0\to A_{n}{\xrightarrow {f_{n}}}B_{n}{\xrightarrow {g_{n}}}C_{n}\to 0.}
Znanym faktem z algebry homologicznej jest to, że każdy krótki ciąg dokładny kompleksów łańcuchowych można „wyprostować” do długiego ciągu dokładnego grup homologii:
{\displaystyle \ldots \to H_{n+1}(C)\xrightarrow {\partial '_{n+1}} H_{n}(A)\xrightarrow {f_{n}} H_{n}(B)\xrightarrow {g_{n}} H_{n}(C)\xrightarrow {\partial '_{n}} H_{n-1}(A)\to \dots ,}
gdzie {\displaystyle \partial '_{\bullet }} są naturalne. Istnienie przekształceń {\displaystyle \partial '_{\bullet }} można wykazać, stosując np. lemat o wężu do odpowiedniego diagramu. Zobacz też: Ciąg Mayera-Vietorisa.

## Przykłady kompleksów łańcuchowych
W topologii algebraicznej występuje szereg kompleksów łańcuchowych.

### Singularny kompleks łańcuchowy
Mając dowolną przestrzeń topologiczną {\displaystyle X} możemy zbudować kompleks łańcuchowych w następujący sposób:
Niech {\displaystyle C_{n}(X)} będzie wolną grupą abelową, której zbiorem generatorów jest zbiór wszystkich ciągłych przekształceń {\displaystyle \sigma \colon \Delta ^{n}\to X} z n-sympleksu w {\displaystyle X.} Określmy operator brzegu przez
{\displaystyle \partial _{n}(\sigma )=\sum _{i=0}^{n}(-1)^{i}\sigma |[v_{0},v_{1},\dots ,{\hat {v_{i}}},\dots ,v_{n}],}
gdzie {\displaystyle [v_{0},v_{1},\dots ,v_{n}]} oznacza sympleks rozpięty na wierzchołkach {\displaystyle v_{0},v_{1},\dots ,v_{n},} a {\displaystyle {\hat {v_{i}}}} oznacza, że ten wierzchołek opuszczamy.
Proste przekształcenia pozwalają stwierdzić, że istotnie {\displaystyle \partial _{n-1}\partial _{n}=0,} co dowodzi, że {\displaystyle (C(X),\partial )} jest kompleksem łańcuchowym. Pozwala nam rozpatrywać homologie {\displaystyle H_{n}(X)} tego kompleksu, zwane grupami homologii singularnych przestrzeni {\displaystyle X.}

## Kompleksy kołańcuchowe
Jak wiele innych konstrukcji w algebrze, tak również kompleksy łańcuchowe poddają się procesowi dualizacji. Mówimy wtedy o kompleksach kołańcuchowych. Formalna definicja jest niemal identyczna jak w przypadku kompleksów łańcuchowych, z tą tylko różnicą, że operatory brzegu {\displaystyle \partial _{n}\colon A_{n}\to A_{n+1}} podnoszą, zamiast obniżać, stopień. Również w tym wypadku, dwukrotne zastosowanie operatora brzegu ma dawać zero. Kompleks kołańcuchowy wygląda następująco:
{\displaystyle \ldots \to A_{n+1}\xleftarrow {\partial _{n}} A_{n}\xleftarrow {\partial _{n-1}} A_{n-1}\xleftarrow {\partial _{n-2}} A_{n-2}\to \ldots \xleftarrow {\partial _{1}} A_{1}\xleftarrow {\partial _{0}} A_{0}\xleftarrow {\partial _{-1}} A_{-1}\xleftarrow {\partial _{-2}} A_{-2}\xleftarrow {\partial _{-3}} \ldots }
Podobnie definiujemy wówczas grupy kohomologii, przekształcenia kołańcuchowe itd.